# Kiba (métro de Tokyo)
Kiba (木場駅, Kiba-eki) est une station du métro de Tokyo sur la ligne Tōzai dans l'arrondissement de Kōtō à Tokyo. Elle est exploitée par le Tokyo Metro.

## Situation sur le réseau
La station Kiba est située au point kilométrique (PK) 14,9 de la ligne Tōzai.

## Histoire
La station a été inaugurée le 14 septembre 1967.

## Services aux voyageurs

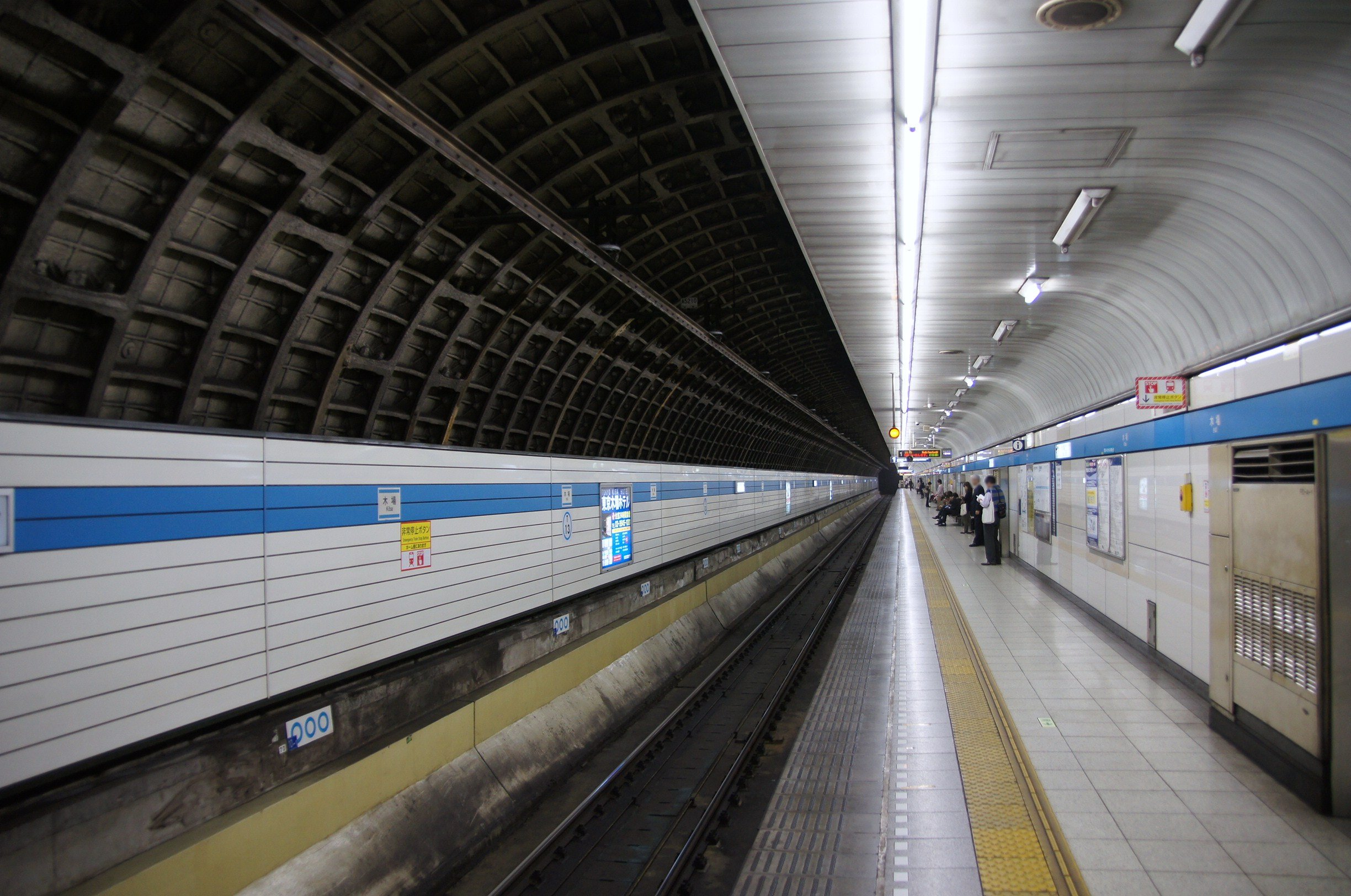
Quai de la station

### Accès et accueil
La station est ouverte tous les jours.
En moyenne, 76 130 voyageurs ont fréquenté quotidiennement la station en 2015.

### Desserte
Ligne Tōzai :
- voie 1 : direction Nishi-Funabashi (interconnexion avec la ligne Tōyō Rapid pour Tōyō-Katsutadai ou la ligne Chūō-Sōbu pour Tsudanuma)
- voie 2 : direction Nakano (interconnexion avec la ligne Chūō-Sōbu pour Mitaka)

## À proximité
- Musée d'art contemporain de Tokyo
- Parc de Kiba